# 中国人民解放军福州军区
中国人民解放军福州军区是中国人民解放军已撤销的一个大军区，于1956年4月成立，下辖福建省军区、江西省军区。1985年合并入南京军区。
福州军区政治部下辖前锋歌舞团。

## 历史
1955年成立福州军区。
1967年5月11日，中共中央决定成立中国人民解放军福建省军事管制委员会，5月17日正式成立：
- 主任韩先楚（福州军区司令员）
- 第一副主任廖海光（福州军区副政委）
- 副主任朱耀华（福建省军区司令员）
- 副主任刘健挺（福建省军区政委）
- 副主任石一宸（福州军区副参谋长）
- 委员：熊兆仁（福州军区副参谋长）、陈景三（福州军区副参谋长）、颜红（第二某军政治部主任）、刘维新（福州军区保卫部长）

下设：
- 文化革命小组：组长廖海光，内设办公室、秘书组、宣传组、政法组、群工组、地区组、接待组。
- 生产指挥部：刘健挺抓总。分工交口、财贸口、农林口、文教卫生口。

福州市、厦门市、龙溪专区、晋江专区、闽侯专区、福安专区、三明专区、龙岩专区的军管会分别由省军区、野战军、空军某部、野战军、军分区、闽北指挥部、军分区、军分区负责组建。
1968年8月14日中共中央批准成立福建省革命委员会。8月19日正式成立。
1985年撤销福州军区。

## 历任司令员
1. 叶飞
2. 韩先楚
3. 皮定均
4. 杨成武
5. 江拥辉

## 历任政治委员
1. 叶飞
2. 刘培善（第二政委）
3. 杨尚奎（第三政委）
4. 周赤萍
5. 李志民
6. 江渭清
7. 廖志高
8. 傅奎清